# Elisa Montés
Elisa Montés   (Granada, 15 de desembre de 1934 - Madrid, 9 d'octubre de 2024) va ser una actriu espanyola que va prendre el seu cognom artístic de la cèlebre obra del seu avi, el compositor Manuel Penella Moreno, El gato montés. Filla del polític Ramón Ruiz Alonso i de Magdalena Penella Silva; besneta de Manuel Penella Raga i neboda de Teresita Silva, era germana de les també actrius Emma Penella i Terele Pávez i va estar casada amb l'actor Antonio Ozores Puchol. La filla de tots dos, Emma Ozores Ruiz, també s'ha dedicat a la interpretació.

## Biografia
De ben jove va decidir dedicar-se al món de la interpretació, debutant en la pantalla gran el 1954 amb la pel·lícula Elena, de Jesús Pascual. Al llarg de la dècada de 1950 treballà assíduament en el mitjà cinematogràfic amb notables interpretacions, destacant la seva participació a La vida en un bloc, de Luis Lucia, sobre el text original de Carlos Llopis, Ana dice sí (1959), de Pedro Lazaga, al costat de Fernando Fernán Gómez i Analía Gadé i La cuarta ventana (1963), de Juli Coll, al costat de les seves dues germanes.
En la dècada de 1960 és freqüent trobar-la en coproduccions i spaghetti westerns, amb títols com a Combate de gigantes (1964), El proscrito del Río Colorado (1965), Siete dólares al rojo (1966), Texas, Adiós (1966) o El retorn dels Set Magnífics (1967). També en aquella època començà les seves col·laboracions a Televisió Espanyola, intervenint en la sèrie Tragedias de la vida vulgar, protagonitzada pel seu marit de llavors i el seu cunyat José Luis Ozores Pucholo, o formant part del repartiment del reeixit i surrealista especial de Valeriu Lazarov, El Irreal Madrid (1969).
Amb posterioritat van anar disminuint gradualment les seves aparicions en cinema i televisió, tot i se recordada especialment la seva participació en una de les sèries més emblemàtiques de la història de la televisió a Espanya: Verano azul (1981), d'Antonio Mercero, en la qual va interpretar a Carmen, la mare de Bea (Pilar Torres) i Tito (Miguel Joven). Per contra, potencià la seva carrera teatral, que es remunta als anys 1960 (Tengo un millón, 1960; La noche de los cien pájaros, 1972) i actuà, entre d'altres, en les obres Es mentira (1980) i Las prostitutas os precederán en el reino de los cielos (1984), de José Luis Martín Descalzo.
El 1991 tornà al cinema per a protagonitzar Martes de Carnaval, al costat de Fernando Guillén i Juan Diego. Abans de retirar-se progressivament de l'escena, encara intervingué en la sèrie d'Antena 3 Hermanos de leche (1994-1995) i en la pel·lícula Mar de luna (1995), protagonitzada per la seva germana Emma Penella.

## Filmografia

### Cinema
| - Once pares de botas (1954) - Elena (1954) - Marta (1955) - El mensaje (1955) - La vida en un bloc (1956) - Adiós, juventud (1956) - El batallón de las sombras (1957) - Faustina (1957) - Las últimas banderas (1957) - El aprendiz de malo (1958) - El puente de la paz (1958) - Ana dice sí (1958) - Llegaron los franceses (1959) - Las dos y media y... veneno (1959) - El casco blanco (1959) - Mara (1961) - El amor empieza en sábado (1961) - Salto mortal (1962) - Su alteza la niña (1962) - Alegre juventud (1963) - La cuarta ventana (1963) - Tela de araña (1963) - La hora incógnita (1963) - Eva 63 (1963) - Alerte a Gibraltar (1964) - Combate de gigantes (1964) - El proscrito del río Colorado (1965) - Suspendido en sinvergüenza (1965) | - Erik, el vikingo (1965) - Dos mafiosos contra Goldezenger (1965) - Dos toreros de aúpa (1965) - El escuadrón de la muerte (1966) - Siete dólares al rojo (1966) - Adiós, Texas (1966) - Hoy como ayer (1966) - El retorn dels Set Magnífics (1966) - La isla de la muerte (1967) - El cobra (1967) - 99 Mujeres (1969) - La ciudad sin hombres (1969) - El vengador del sur (1969) - Estudio amueblado 2.P. (1969) - La araucana (1971) - Capitán Apache (1971) - El muerto hace las maletas (1972) - El chulo (1974) - Ambiciosa (1976) - Fulanita y sus menganos (1976) - El Francotirador (1978) - Carne apaleada (1978) - El último guateque (1978) - Un aventurero de via estrecha (1978) - Das Luftschiff (1983) - Polvos mágicos (1983) - Martes de carnaval (1991) - Mar de luna (1995) |

### Televisió
- Tragedias de la vida vulgar(1964-1965)
- Novela(1966-1967)
- El irreal Madrid (1969)
- A través de la tiniebla (1971)
- Estudio 1 (1971-1973)
- Ficciones (1972)
- I.O.B. Spezialauftrag (1981)
- Verano azul (1981-1982)
- Blaues Blut (1990)
- Hermanos de leche (1994-1995)

## Premis
| Any  | Premi                                         | Categoria                | Títol                | Resultat   |
| ---- | --------------------------------------------- | ------------------------ | -------------------- | ---------- |
| 1955 | Premi del Cercle d'Escriptors Cinematogràfics | Millor actriu secundària | Las últimas banderas | Guanyadora |
| 1956 | Festival de Valladolid                        | Millor actriu            | La vida en un bloc   | Guanyadora |
| 1975 | Premi del Sindicat Nacional de l'Espectacle   |                          | Ambiciosa            | Guanyadora |